# Maurice Feltin

Maurice kardinál Feltin (15. května 1883 Delle – 27. září 1975 Thiais) byl francouzský římskokatolický kněz, biskup v Troyes (1927–1932), arcibiskup v Sens (1932–1935), v Bordeaux (1935–1949) a arcibiskup pařížský (1949–1966). V roce 1953 byl jmenován kardinálem.

## Životopis
Maurice Feltin vystudoval kněžský seminář u kostela Saint-Sulpice v Paříži a 3. července 1909 byl vysvěcen na kněze. Do roku 1927 působil v diecézi Besançon. Během první světové války sloužil jako důstojník v armádě a získal několik vojenských vyznamenání, mj. Croix de guerre a Légion d'honneur.
V roce 1927 jej Pius XI. jmenoval biskupem v Troyes, v roce 1932 se stal arcibiskupem v Sens, v roce 1935 arcibiskupem v Bordeaux a roku 1949 se stal arcibiskupem v Paříži.
Pius XII. jej jmenoval kardinálem 12. ledna 1953 s titulem kardinál-kněz u kostela Santa Maria della Pace.
V roce 1963 odmítl v pařížské katedrále církevní pohřeb Édith Piaf kvůli jejímu předchozímu nevázanému způsobu života.
Připravil se svým koadjutorem Pierrem Veuillotem založení nových diecézí v Créteil, Nanterre a Saint-Denis, které byly vyhlášeny krátce před jeho demisí.
Zemřel 27. září 1975 v klášteře v Thiais u Paříže a je pohřben v kryptě katedrály Notre-Dame v Paříži.